# Tamás apostol

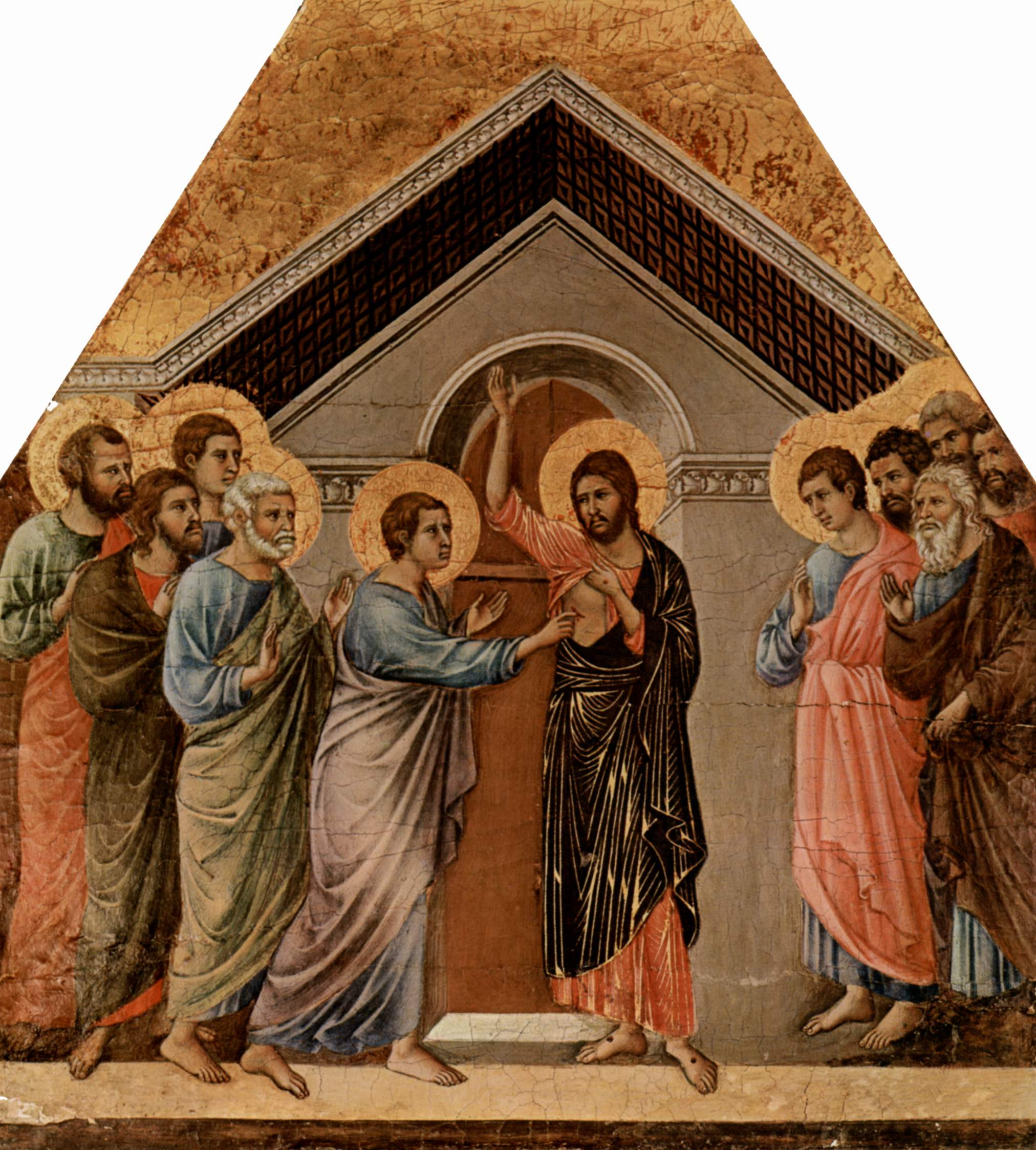
Tamás apostol Jézussal
apostoltársai között

Tamás apostol, a „hitetlen” vagy Szent Tamás († 72. július 3.) a bibliai 12 apostol egyike, aki Jézus föltámadásában nem hívén, ujjait a sebeibe téve győződött meg róla, innen elnevezése: hitetlen Tamás. Neve az arámi Taumá / Tómá-ból ered, ami „ikreket” jelent.
Apokrif evangéliumok szerint Mária mennybemenetelének hírében ugyancsak kételkedett, és jelet kért az Úrtól bizonyságképpen, amelyet meg is kapott egy, az égből lehulló öv formájában. Innen is eredeztetik „ikrek” elnevezését: „Aki kétszer kételkedett”.

## Keleti térítése
III. századi apokrif irat a Tamás cselekedetei, amely az apostol későbbi életét meséli el. Ebben pünkösd után megjelent neki az Úr, és Indiába küldte őt.
Nem bizonyított legendák alapján Tamás először a Pártus Birodalomban térített, majd 45 körül érkezett az indopártus uralkodó, IV. Gondofarész (az apokrif iratokban Gondofer) udvarába, ahol meggyógyította a király öccsét, majd segített felújítania a palotáját, mivel a legenda szerint tanult ács volt. Későbbi legendák alapján ezután a király engedélyével sikerrel térített India nyugati partvidékén. A déli Kerala tartomány lakosságát 55 körül Tamás térítette meg a szír-malabár kereszténységre. Téríteni próbált a keleti partvidéken is, de Madrasz környékén vértanúhalált szenvedett. Itt Majlapurban temették el.
A történészek között értékelhetetlenek ezek a kései hittérítő legendák, amely szerint Indiában élt és térített volna.

## Nyughelye és hagyománya
Szent Tamás 52-ben érkezett meg Indiába hogy terjessze a kereszténységet, és 72. július 3-án halt mártírhalált a Szent Tamás hegyen Chennai városában, Indiában.
Chennai-ban található többek között a Kis Hegy, ahol a legenda szerint Szent Tamás Apostol élt egy bizonyos ideig egy kis barlangban, amely felett a portugál gyarmatosítók egy templomot is emeltek.
Chennai-ban egy katedrálist emeltek (Szent Tamás-bazilika) a sírja felett – amely egyike a világon lévő három katedrálisnak, amelyet Krisztus Apostolának sírja felett építettek. Ezt a katedrálist II. János Pál pápa is meglátogatta 1986. február 5-én.
Holttestét 232 körül szír keresztények Szíriába, Edessza (Urfa) városába vitték, és ott temették el.
1258. szeptember 6-án kerültek a relikviák végső nyughelyükre Olaszországba, Ortona városába a Szent Tamás bazilikába.
Attribútumai: öv, mérőléc és tőr vagy lándzsa, amellyel leszúrták.

## Tamás apostol mint egyházalapító
Tamás Indiában végzett apostoli tevékenysége révén a dél-indiai keresztények az úgynevezett szíriai irányzatot követik, amelynek két ága alakult ki: a keleti (káldeus) és a nyugati (antiochiai) kereszténység. Az általa alapított egyik legnagyobb mai egyház neve a szír-malabár katolikus egyház és az indiai Malankara Ortodox egyház.

## Szent Tamás mint védőszent

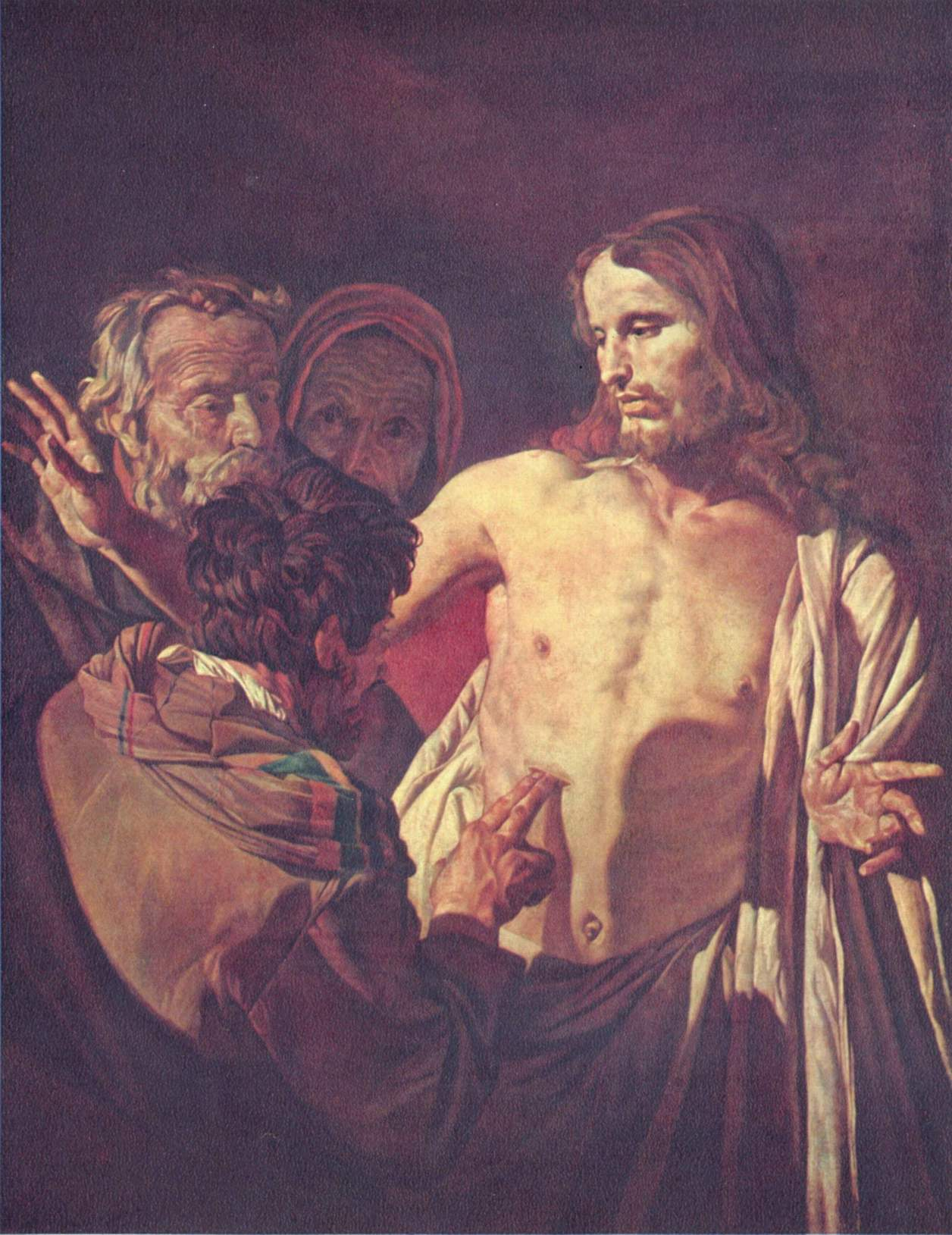
Gerard van Honthorst: Hitetlen Tamás

Szent Tamás apostol az építőmunkások, pallérok, építészek, földmérők, valamint a vakok, továbbá India és Pakisztán keresztényeinek védőszentje.

## Neve alatt fennmaradt iratok
- Tamás gyermekség evangéliuma
- Tamás evangéliuma
- Tamásnak, a Vitázónak Könyve (Tamás könyve)
- Tamás apostol cselekedetei
- Tamás apokalipszise